# Samuel Arnold
Samuel Arnold (Londres, Regne Unit, 10 d'agost de 1740 - 22 d'octubre de 1802) fou un compositor i editor anglès.
Es donà conèixer per una òpera estrenada en el teatre de Covent Garden, amb el títol de The Maid of the Mill. Desenvolupà successivament els càrrecs d'organista del rei i compositor de la capella reial, produint gran nombre d'oratoris, que alternava amb la composició d'òperes.
Les seves obres escrites més destacades foren:
- Rosamond
- Inkle ant Jariko
- The Batlle of Hexham
- The Mountaineers

I les composicions:
- The Prodigal Son
- The Cure of Saul
- Abimelech
- The Resurrection

Se'l hi deuen, a més, una edició de les obres de Haendel, en 40 toms, i una col·lecció dels compositors religiosos anglesos, amb el títol de Cathedral Music.
Entre els seus alumnes s'hi compta Benjamin Carr (1768-1831), el qual després s'instal·là als Estats Units.